# TKCOM
TKCOM（ティーケーシーオーエム）は、小室哲哉の自費製作によるインディーズレーベルである。小室個人所有のレコーディングスタジオ「TKCOM Studios」の運営・管理、小室のマネージメント業務も兼ねて行っている。または、小室プロデュースによる世界展開プロジェクト。

## 概要
ロサンゼルスを制作・活動拠点とし2006年12月に設立、翌年1月に始動した。楽曲の発表はネット配信（MySpaceでの試聴・iTunes Storeでの発売等）を中心にしている。また、小室を中心とした音楽ジャンルに囚われない音楽を制作するスタッフ・ボーカルが流動的な世界展開（主にイギリス・アメリカ）を目的とした音楽ユニットとしての側面もある（前例として「EUROGROOVE」が挙げられる。また、「TK MUSEUM」で世界展開を行おうとしたが実現できなかった経緯がある）。

## ディスコグラフィ
TKCOM
- GO CRAZY featuring Krayzie Bone (Record Plant Edit)（2006/12/23）
  - GO CRAZY f / Krayzie Bone,KCO （2008/8/7）
- UH-OH featuring PHIFE (Manhattan Edit)（2006/12/23、一部視聴のみ）
- SUKIYAKI featuring Nipsey & KCO (TV Edit)（2006/12/23、一部視聴のみ）
  - 2006年10月3日、TBS系「ズバリ言うわよ!」でOAされた。
- Arashiyama Podcast feat. TETSUYA KOMURO & DAIZABURO HARADA（2008/4/21）
  - iTunes配信・ポッドキャスト形式での発売（無料）。二人の対談を収録。iTunes Storeのポッドキャストランキング11位。

DJTK featuring TKCOM
- MUSIC MAKES ME WONDER (ITMS Edit)（2006/12/20）
  - Music Makes Me Wonder（TK CLUB MIX)
  - Music Makes Me Wonder (Shinzou By TK Master 2Mix)（2006/12/15）
    - オンライン漫画「シネステージア」最終話のテーマソングとして書き下ろされた。歌唱・kco、iTunes Storeでもsyn records経由で全世界同時配信された。

TKCOM featuring JOE LYNN TURNER
- LAST CHANCE AT LOVE (Version 0.8)（2007/1/24、一部視聴のみ）

TKCOM ROCK
- AGE OF TOKYO (LA Rough Mix)（2007/1/24、一部視聴のみ）
  - 小室曰くある日本映画への提供曲というが、詳細不明。

## 制作・発売・録音作品・その他一覧
TKCOM
- DJ TK 「Cream Of J-POP 〜ウタイツグウタ〜」プロデュース（2007/7/4）
- TM NETWORK 「SPEEDWAY」録音（2007/12/5）
- kco 「O-CRAZY LUV」録音（2008/4/30）

TKCOM / syn records
- 小室哲哉 「Far Eastern Wind - Winter」制作・発売（2008/2/13）
- 小室哲哉 「Far Eastern Wind - Spring」制作・発売（2008/3/5）
- 小室哲哉 「Arashiyama」制作・発売（2008/4/30）
- 小室哲哉 「Far Eastern Wind - Summer」制作・発売（2008/7/23）
- 小室哲哉 「Far Eastern Wind - Autumn」制作・発売（2008/9/10）

## 主要取引先
- ユニバーサルミュージック
- Empire Play Music
- イーミュージック
- Syn

イギリス人音楽プロデューサーのニック・ウッドとデュラン・デュランのサイモン・ル・ボンがエグゼクティブ・プロデューサーを務めるインディーズレーベル。